# كوريل (بلدية)
كوريل هي مدينة من مدن هايتي. يبلغ عدد سكانها 22,021 نسمة وذلك حسب إحصائيات سنة 2003. يبلغ ارتفاع المدينة عن سطح البحر قرابة 155 متر.